# Шест (притока Великаје)
Шест (рус. Шесть) река је на западу европског дела Руске Федерације. Протиче преко централних делова Псковске области, односно преко територије њеног Опочког и Пушкиногорског рејона. Десна је притока реке Великаје у коју се улива на 181. километру њеног тока узводно од ушћа, те део басена реке Нарве, односно Финског залива Балтичког мора.
Укупна дужина водотока је 64 километара, док је површина сливног подручја око 450 км².
Њене најважније притоке су Черничка, Гљадња и Гвоздња.